# Verbandsgemeinde Diez
De Verbandsgemeinde Diez is een bestuurseenheid in het district Rhein-Lahn-Kreis, in Rijnland-Palts, Duitsland. De Verbandsgemeinde dankt de naam aan de hoofdplaats Diez. Een Verbandsgemeinde  is een territoriale bestuurlijke corporatie, die uit meerdere zelfstandige steden en gemeenten (zogenoemde "Ortsgemeinden") bestaat. De verbandsgemeinde neemt van de ortsgemeinden een aantal bestuurlijke taken over, de plaatselijke gemeentes hebben als het ware een gemeenschappelijk bestuur gecreëerd zonder daarbij de politieke zelfstandigheid op te geven. Wel heeft de verbandsgemeinde een eigen verkozen gemeenteraad, en een burgemeester (hoofdberoep). 
De volgende Ortsgemeinden (gemeenten) maken deel uit van de Verbandsgemeinde:
1. Altendiez (2.323)
2. Aull (473)
3. Balduinstein (588)
4. Birlenbach (1.532)
5. Charlottenberg (167)
6. Cramberg (501)
7. Diez, Stad (10.918)
8. Dörnberg (593)
9. Eppenrod (717)
10. Geilnau (389)
11. Gückingen (1.046)
12. Hambach (530)
13. Heistenbach (1.159)
14. Hirschberg (388)
15. Holzappel (1.121)
16. Holzheim (908)
17. Horhausen (317)
18. Isselbach (413)
19. Langenscheid (569)
20. Laurenburg (323)
21. Scheidt (315)
22. Steinsberg (262)
23. Wasenbach (377)